# Střelice (okres Brno-venkov)
Střelice jsou obec v okrese Brno-venkov v Jihomoravském kraji. Rozkládají se v katastrálním území Střelice u Brna, v Bobravské vrchovině. Žije zde přibližně 3 300 obyvatel.

## Název
Původní podoba jména vsi byla Střelci a vyjadřovala zaměstnání jejích obyvatel.

## Historie
První písemná zmínka o obci, která byla markraběcím statkem, pochází z roku 1375. Už roku 1229 však král Přemysl Otakar I. vyňal obec z pravomoci královského úředníka a soudil je brněnský sudí. Markrabě Jan po založení kartuziánského kláštera v Králově Poli roku 1375 daroval ves tomuto klášteru. Do jeho vlastnictví patřily Střelice až do zrušení kláštera roku 1782.
Na počátku 17. století zde bylo 48 domů, pouze jeden z nich byl po třicetileté válce pustý. Roku 1750 zde bylo 57 domů. V roce 1790 zde bylo už 101 domů s 624 obyvateli, roku 1834 to bylo 122 domů a 747 obyvatel. Škola zde byla už před třicetiletou válkou. Po jejím zániku byla postavena roku 1819 nová.
Od roku 1918 působily v areálu západně od centra Střelic sestry dominikánky, které si zde zřídily vlastní klášter. V roce 2023 klášter koupila Komunita Blahoslavenství a sestry dominikánky Střelice opustily.

## Obyvatelstvo
| 1869  | 1880  | 1890  | 1900  | 1910  | 1921  | 1930  | 1950  | 1961  | 1970  | 1980  | 1991  | 2001  | 2011  |
| ----- | ----- | ----- | ----- | ----- | ----- | ----- | ----- | ----- | ----- | ----- | ----- | ----- | ----- |
| 1 052 | 1 037 | 1 177 | 1 261 | 1 517 | 1 840 | 2 266 | 2 432 | 2 661 | 2 542 | 2 697 | 2 453 | 2 537 | 2 801 |

## Pamětihodnosti
- Kostel Nejsvětější Trojice
- Pomník padlých v první a druhé světové válce
- Kamenné sousoší Nejsvětější Trojice
- Socha svatého Jana z Nepomuku
- 20 křížů, postavených v obci a blízkém okolí
- Podzemní chodby, odkryté roku 1932
- V blízkém okolí se nachází přírodní park Bobrava

## Galerie

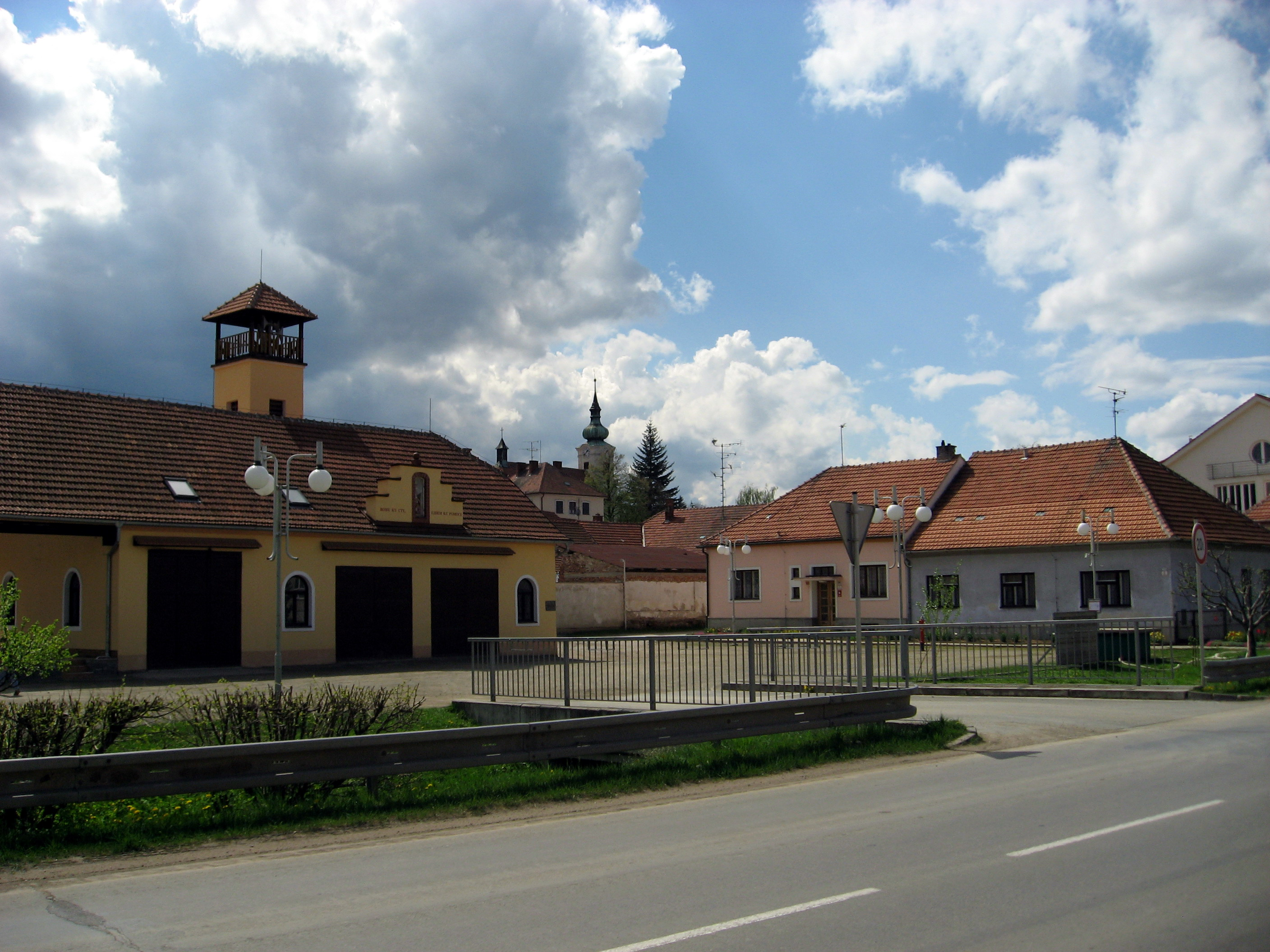
Střed s hasičskou zbrojnicí
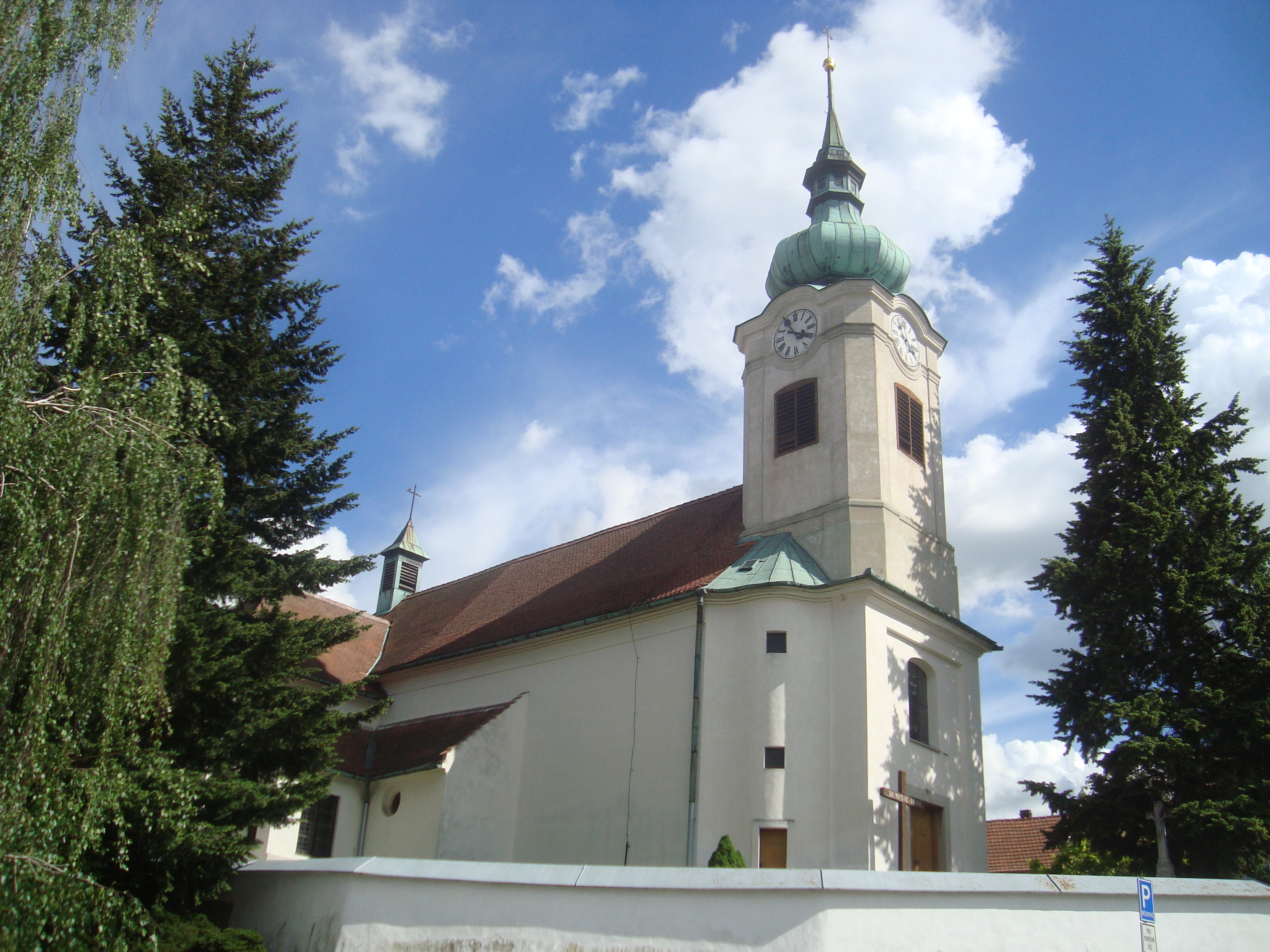
Kostel Nejsvětější Trojice
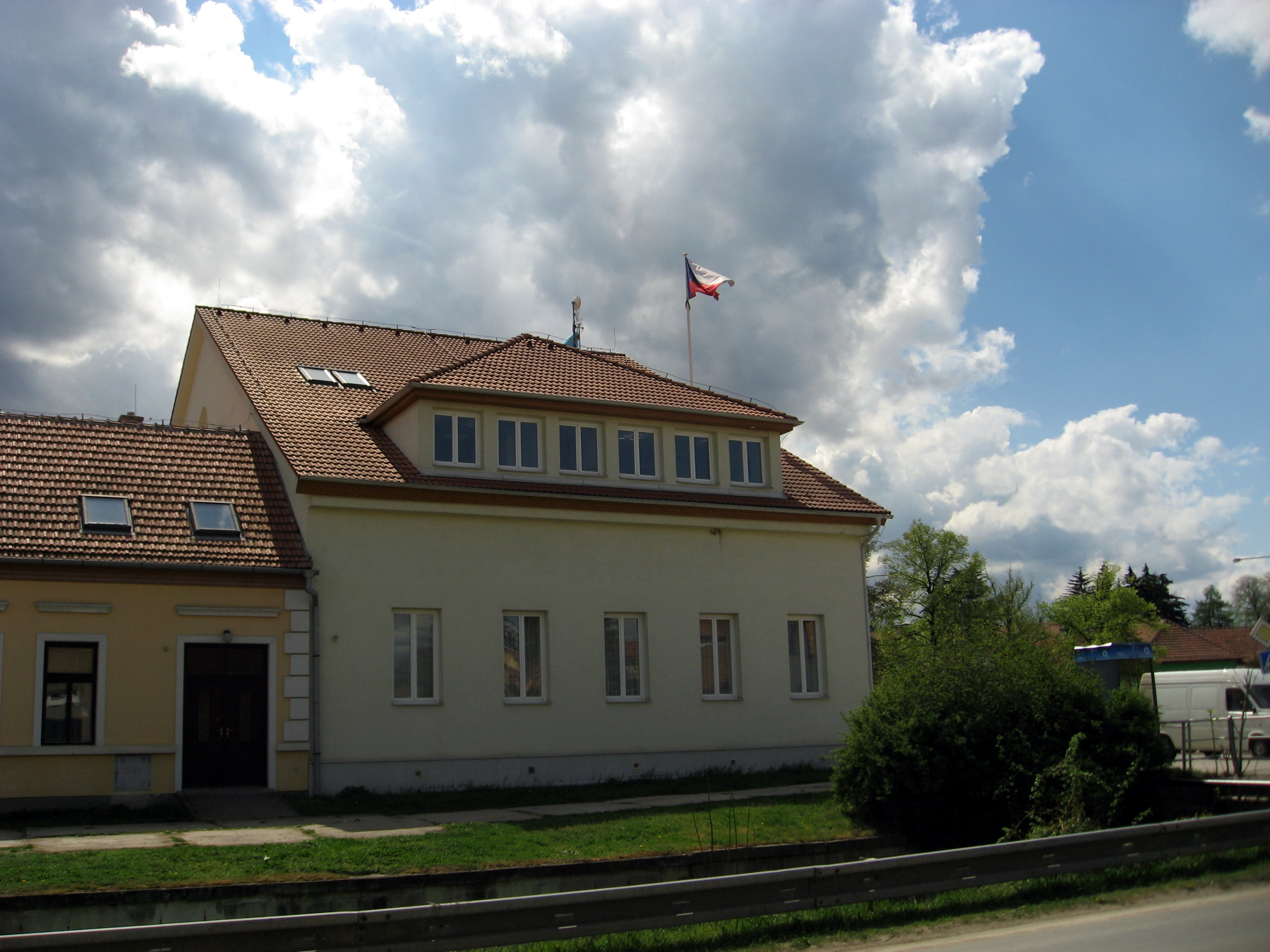
Obecní úřad
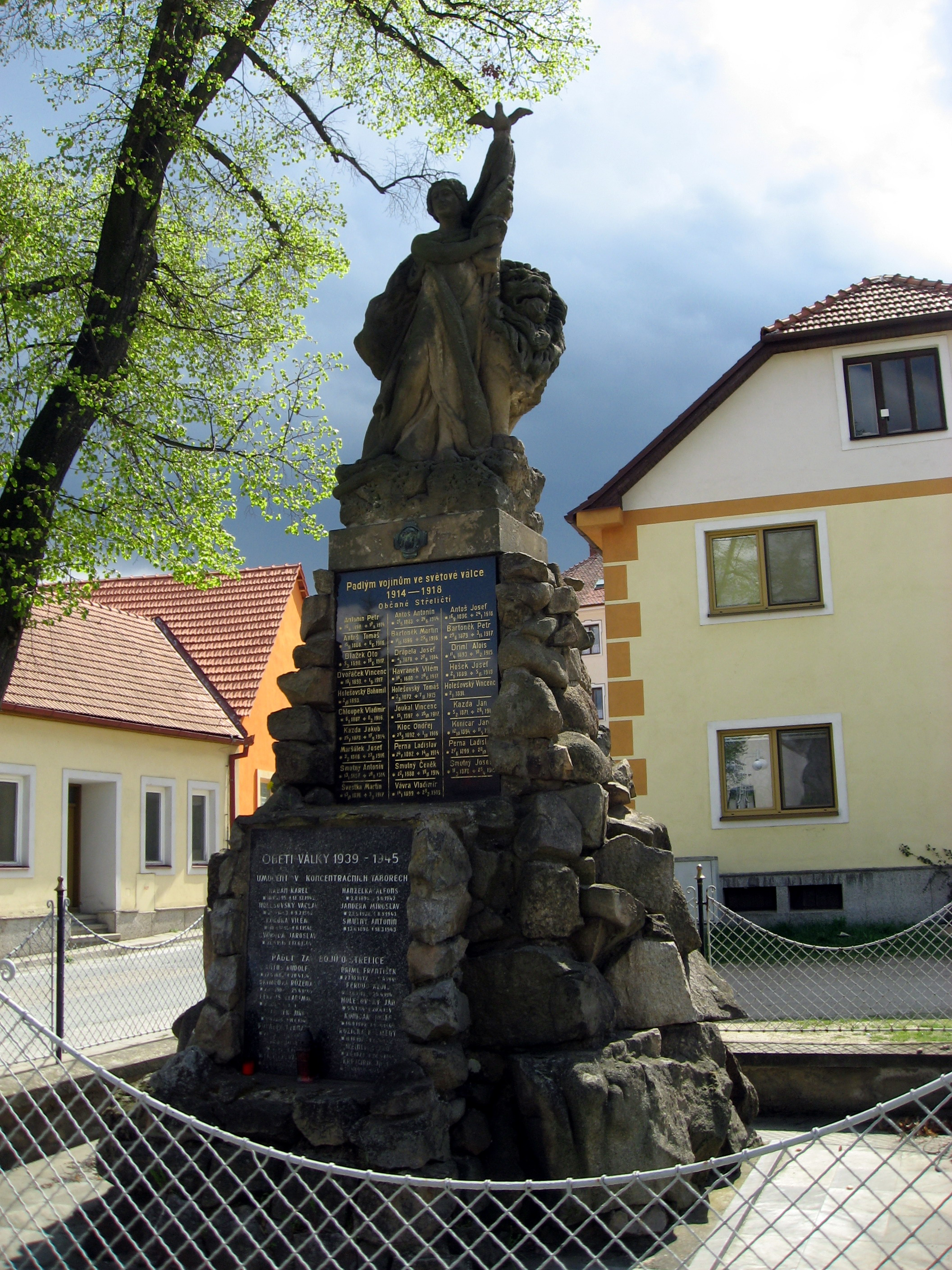
Pomník obětem světových válek
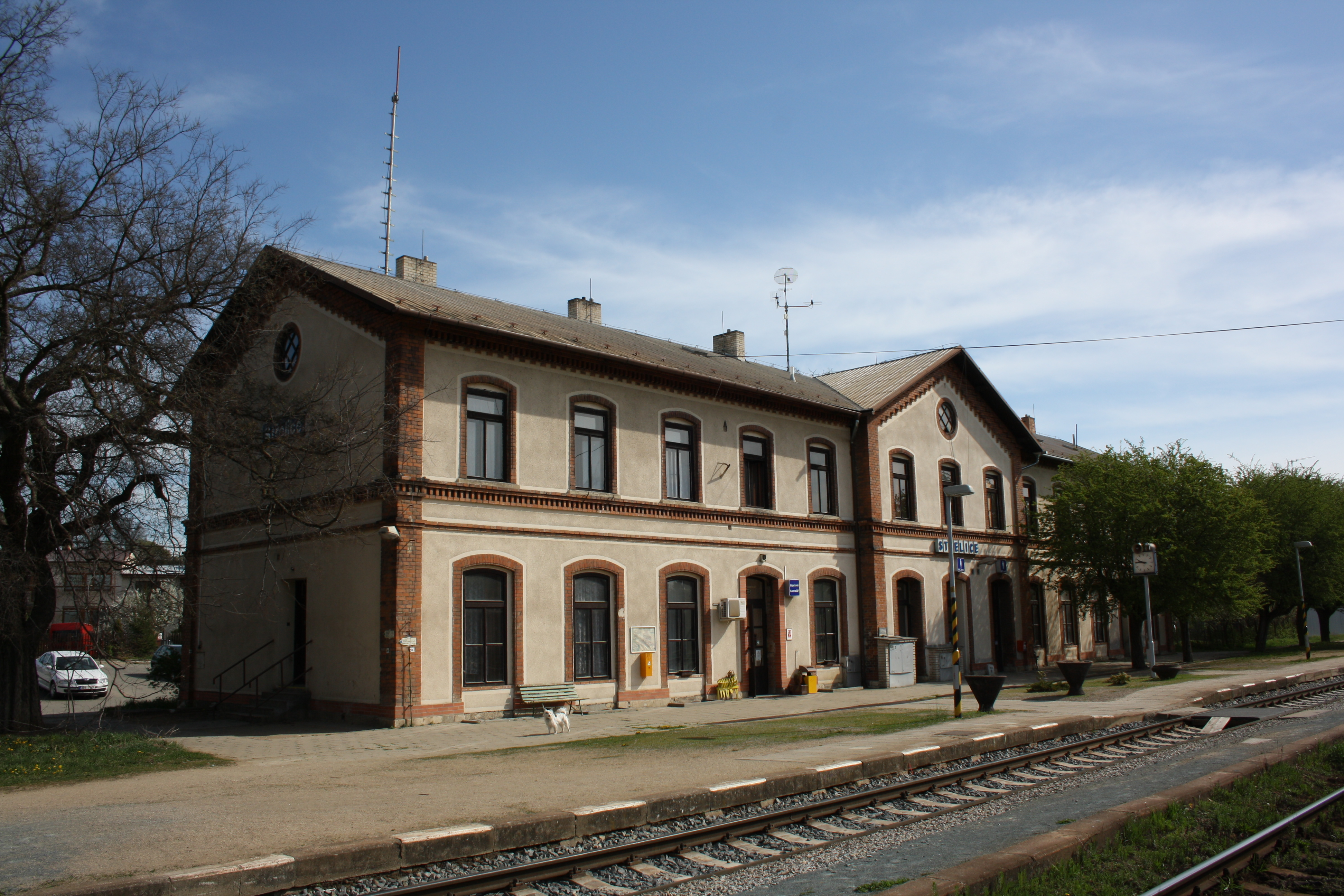
Nádraží

## Kultura
V roce 2003 se uskutečnil 1. ročník Střelického Strunobraní, které každoročně předvede odrůdovou přehlídku country a folk kapel ze širokého okolí.

### Hody
Střelice patří k několik obcím, v nichž se dodnes aspoň zčásti udrželo kulturní dědictví minulých generací, projevující se dosud živým místním nářečím, písněmi, tanci a některými dochovanými zvyky. Nositelem folklorních tradic zůstává především původní rolnické jádro nejstarší obce. Hody patří k tradičním svátkům snad každé moravské vesnice. Hody se na vesnici slaví jako křesťanský svátek i jako den hojnosti, veselí a blahobytu. V obci se tradičně konají počátkem léta na svátek Nejsvětější Trojice = mladé hody. A vždy třetí neděli v říjnu = staré hody (císařské posvícení zavedené císařem Josefem II.).
Hody vypadají následovně: Ve čtvrtek jede část stárků do vinného sklepa pro víno. V pátek ráno jedou stárci do lesa pro máji, poté strom odkůrují a vykope se díra. V podvečer za pomoci příbuzných a starších se máje postaví a následuje volná zábava, zpívání pod májou a následné hlídání máje. V sobotu ráno děvčata ozdobí taneční parket a po obědě jdou všichni dům od domu každého pozvat. Večer se koná zábava, na kterou často přijedou i krojovaní z jiných vesnic. Novinkou je půlnoční překvapení stárků. V neděli ráno se všichni účastní slavnostní mše v kostele. Samotná slavnost začíná odpoledne průvodem od sokolovny k hasičce na mladé hody a na staré od hasičky do sokolovny. Na mladé hody se navíc při průvodu dělají zastávky u stárek. Odpolední hodová veselice je spjata především s tančením besed, mašličkovým sólem a dětskými tanečky.

### Dožínky
Další akcí jsou dožínky, které se konají jednou za pět let, na konci srpna. Jde o oslavu sklizně, kdysi spojenou s výjezdem pro poslední úrodu. Nyní akce probíhá formou průvodu s ozdobenými srpy, cepy, kosami a věnci, následuje předávání obilného věnce hospodáři.

### Kroj
Střelický kroj v dnešní podobě se nosí od doby po první světové válce a patří do skupiny západomoravských krojů. Kroj se nosí při různých slavnostech, ale převážně na hodech.
Ženský kroj
Rukávce jsou nabrané rukávy po okrajích s lemovaným vyšíváním a naskládané do pravidelných záhybů. Jsou tuho naškrobené a nad loktem se zavazují tkanicí. U krku zdobené vyšívanou krajkou. Přední část se zapíná na knoflíčky popřípadě křapky. Rukávce jsou nad výšivkou ozdobeny barevnou pentlí.
Kordulka se obléká přes rukávce. Látka se používá brokátová a bohatě se zdobí podle vlastního vkusu. Zapíná se na háčky a šněruje se pentlí, provléknutou našitými kroužky. Děvčata si pod spodničky kolem pasu dávají různé výztuže takzvaná jelita, aby sukně byla co nejširší. Jelito je vlastně stočené plátno do ruličky.
Kroj je složen z pěti bílých plátěných sukní, kterým se říká šorce. Dříve se nosilo až sedm sukní. Škrobí se žehlením. Za syrova se sukně skládají do varhánků. U spodního okraje jsou zdobeny bílým vyšíváním. Délkou sahají do půli lýtek. Pod sukněmi se nosí bílé silonové punčocháče, dříve se nosily červené. Na nohou má stárka obuty černé střevíce.
Fěrtoch neboli zástěra ladí materiálem a našitou aplikací s mašlí a kordulkou. Zástěra se přivazuje na přední část sukní. Ze stejného materiálu je ušita i mašle, která splývá od pasu přes šorce na zadní straně kroje. Kolem krku má stárka připnutý krézl = je to pruh vyšívané, plátěné látky, bohatě nařasené a naškrobené stejně jako šorce. Je jemně navarhánkovaný po celé šířce ve dvou řadách nad sebou. Uprostřed je krézl ovázán pentlí stejné barvy jako je sepnuta kordulka.
Všední kroj
Zjednodušeně řečeno jde o tradiční oděv obyvatel na zdejším území v dávných dobách. Původně se tento kroj nosil jen ve všední den a do práce. Později si šikovné ženy dovedly vytvořit slušivý celek na polosvátek. V dnešní době si jej pořizují děvčata a nosívají jej na hody a slavnosti do jiných vesnic. Tento kroj je ušit z bavlněné látky Je složen z jedné barevné sukně, jupky a jednobarevné zástěry – většinou bílé. Kroj doplňují hnědé silonové punčochy a černé boty.
Mužský kroj
Skládá se z vesty, která je tmavě modré barvy. Vesta je ozdobena několika zlatými knoflíky na pravé straně a nad kapsičkami. Košile je bílé barvy a nemá límeček. Kolem krku, na prsou a na manžetách je ozdobena barevným vyšíváním, povětšinou vzorem květin. U krku místo límečku jsou poutka, kterými se provléká červená mašle. Tu dává stárka svému stárkovi. Kalhoty se nosí tmavé barvy. Někteří stárci mají kalhoty zastrčené do holínek. Ostatní nosí společenské kalhoty s polobotkami. Klobouk je černý s trikolorou a bohatým zdobením. Dívky chlapcům klobouk zdobí podle slavnosti. Na dožínky bývá nejvíce ozdoben živým kvítím a na ostatní slavnosti se používají umělé květiny a zrcátka.

### Střelické písně
Střelické lidové písně z let 1865–1951 sbírala a zaznamenávala Františka Kyselková, učitelka v Ořechově a spolupracovnice Františka Bartoše a Leoše Janáčka. V letech 1978–1980 zařadili některé z nich, popřípadě jejich varianty ze sousedních obcí Zdenka Jelínková a Jaroslav Jurášek do svých edic lidových písní a tanců z Brněnska. Kromě toho shromáždili místní sběratelé záznamy asi 150 lidových, školních a jiných písní ve Střelicích zpívaných, a to v období od konce první světové války až současnosti.
Ke Střelicím se vztahují tyto písně: „Ty střelický láne“, „Ta střelická dědinečka“, „Ten střelické mlén“, „Ta střelická věž“, „Ta střelická mája tenká“.

## Osobnosti
- Vojtěch Cikrle (* 1946), duchovní, biskup brněnský, navštěvoval základní školu ve Střelicích
- Václav Dlapka (* 1963), duchovní, ekonom české obce jezuitů
- Vít Dlapka (* 1965), duchovní
- Alfons Hanzelka (1896–1942), legionář, odbojář
- Václav Holešovský (1893–1942), sokol, odbojář
- Antonín Chloupek (1714–1802), farář v Krhově
- René Janoštík (* 1956), kreslíř
- Miroslav Janoušek (* 1953), hudebník
- Heřman Kotrba (1913–1989), řezbář a restaurátor
- Vincenc Konicar (1891–?), duchovní
- Jaroslav Albert Kronek (* 1954), hudebník
- Františka Lišková (1879–1957), řádová sestra, generální představená Kongregace Dcer Nejsvětějšího Spasitele
- Miroslava Ludvíková (1924–?), etnografka a muzeoložka
- Michal Pazourek (1884–1958), duchovní působící v USA
- Petr Skarlant (* 1939), básník
- Josef Sladkovský (1913–1990), legionář
- Antonín Smutný (1898–1943), úředník, politik, odbojář
- Jan Smutný (1918–?), duchovní, čestný občan obce[7]
- Vladimír Svitáček (1921–2002), herec, scenárista a režisér, čestný občan obce[7]
- Jaroslav Svoboda (1919–1944), odbojář
- Tomáš Škoda (1867–1923), duchovní
- Jan Švestka (1870–1934), duchovní
- František Válka (1878–1947), duchovní

## Sport
- FC AB Střelice
- FK Střelice
- Basketbal
- Volejbal
- SDH Střelice